# Christie Harrison-Murray
Christie Harrison-Murray (* 3. Mai 1990 in Bellshill als Christie Murray) ist eine schottische Fußballspielerin. Die Mittelfeldspielerin spielt seit 2020 für den englischen Erstligisten Birmingham City LFC. Für die schottische Fußballnationalmannschaft spielt sie seit 2010 international.

## Karriere
Murray begann ihre Karriere bei den Baillieston Girls, bevor sie mit 16 Jahren ein Fußball-Stipendium an der Carson–Newman University in Jefferson City, Tennessee erhielt. 2007 spielte sie zunächst für den FC Queen’s Park in Glasgow und dann beim Lokalrivalen Celtic Glasgow, für den sie im Liga-Pokalfinale 2010 zwei Tore zum ersten Titelgewinn erzielte. Im Januar 2011 erhielt sie einen Vertrag beim anderen Lokalrivalen Glasgow City FC. Mit dem Verein wurde sie 2011, 2012 und 2013 Meister und nahm an der UEFA Women’s Champions League 2011/12, 2012/13 und 2013/14 teil. 2011/12 musste die Mannschaft in die Qualifikation und setzte sich bei einem Turnier in Serbien mit drei Siegen und 17:0 Toren gegen den serbischen, färöischen und maltesischen Meister durch. Murray kam dabei in zwei Spielen zum Einsatz und erzielte drei Tore. Im Sechzehntelfinale konnte dann der isländische Meister Valur Reykjavík mit 1:1 und 3:0 ausgeschaltet werden, wobei sie in beiden Spielen zum Einsatz kam. Im Achtelfinale war dann 1. FFC Turbine Potsdam stärker und die Schottinnen verloren mit 0:10 und 0:7. Auch 2012/13 begann die Reise durch Europa mit der Qualifikation in Finnland, wo der finnische, kroatische und moldauische Meister ausgeschaltet wurden. Diesmal war aber bereits im Sechzehntelfinale Schluss, wo gegen Fortuna Hjørring ein Tor zu wenig geschossen wurde. Murray kam in drei der fünf Spiele zum Einsatz, kam aber nur auf 106 Einsatzminuten. 2013/14 fand die Qualifikation bei einem Turnier in den Niederlanden ohne sie statt. Erst im Sechzehntel- und Achtelfinale hatte sie ihren Einsatz und beeindruckte den Trainer des Arsenal Women FC, gegen den die Schottinnen im Achtelfinale ausschieden, so dass ihr ein Vertrag für die Saison 2014 angeboten wurde. Sie kam dort aber nur in je drei Liga- und Pokal-Spielen zu Beginn der Saison zum Einsatz, gewann mit Arsenal den Pokal, verließ aber Arsenal zum Ende der Saison. Sie wechselte innerhalb der Liga zu Bristol Academy. In Bristol kam sie in allen 14 Ligaspielen zum Einsatz und den beiden letzten Spielen des Vereins im Viertelfinale der UEFA Women’s Champions League 2014/15, die aber mit 0:5 und 0:7 gegen den 1. FFC Frankfurt verloren wurden. Da der Verein am Ende der Saison abstieg, verließ Murray Bristol und kehrte zu Celtic zurück. Sie gehörte zur Mannschaft, die das erste Spiel im Celtic Park bestritt und erzielte beim 5:1-Sieg gegen die Rangers das letzte Tor.
Nach nur einem Jahr zog es sie wieder in den Süden, diesmal zum Liganeuling Doncaster Belles.
Hier kam sie in elf Spielen zum Einsatz, musste aber am Ende der Saison 2016 in die zweite Liga absteigen. Sie blieb dann auch noch in der „Spring Series“ genannten kurzen Übergangssaison bei den Belles und erreichte in der WSL 2 den zweiten Platz, der aber nicht zum Wiederaufstieg reichte. In der nun an den Spielplan der meisten europäischen Länder angepassten Saison 2017/18 verließ sie in der Winterpause die Belles. Sie kehrte zunächst zum Glasgow City FC zurück, verließ diesen aber kurz danach wieder und wechselte zum Liverpool FC Women.
Nachdem Liverpool in der FA Women’s Super League 2019/20 den letzten und damit Abstiegsplatz belegt hatte, wechselte sie zum Tabellenvorletzten Birmingham City LFC. Mit Birmingham stieg sie am Ende der Saison 2021/22 als Tabellenletzte ab, blieb diesmal aber beim Verein und spielt seitdem zweitklassig, wobei der direkte Wiederaufstieg als Zweiter in der FA Women’s Championship 2022/23 knapp verpasst wurde. Als Fünfter in der der Saison 2023/24 und Zweiter in der Saison 2024/25 wurde der Aufstieg erneut nicht geschafft.

## Nationalmannschaft
Murray erzielte in einem Spiel für die schottische U-17-Mannschaft gegen Nordirland im Mai 2007 zwei Tore, was die Scouts des Carson–Newman College beeindruckte und ihr ein Stipendium einbrachte. Im September gewann sie mit der U-19 Mannschaft zweimal innerhalb von drei Tagen gegen Dänemark und erzielte dabei ein Tor. Ende des Monats nahm sie mit der U-19-Mannschaft an der ersten Qualifikationsrunde zur U-17-Fußball-Europameisterschaft der Frauen 2008 teil. Beim Turnier in der Ukraine erzielte sie zwei Tore. Die Schottinnen und die Gastgeberinnen qualifizierten sich für die zweite Qualifikationsrunde. Im April 2008 kam sie beim Turnier in der Schweiz in den drei Spielen zum Einsatz, wobei ihr ein Tor gelang. Die Schottinnen qualifizierten sich mit zwei Siegen und einem Remis für die Endrunde. Diese fand im Juli 2008 in Frankreich statt. Sie erzielte zwar im ersten Spiel gegen Schweden ein Tor. Die Schottinnen verloren aber dieses und die beiden anderen Gruppenspiele und hatten mit 2:12 die schlechteste Tordifferenz. Sie überboten damit den eigenen Negativrekord von 2:11 aus dem Jahr 2005, wurden dann aber im folgenden Jahr von Weißrussland abgelöst, das bei der Heim-EM eine Tordifferenz von 1:16 hatte. Im September 2008 nahm sie mit der U-19 einen neuen Anlauf in der ersten Qualifikationsrunde zur U-19-Fußball-Europameisterschaft der Frauen 2009 teil. Beim Turnier in Slowenien kam sie aber nur beim 2:5 gegen England zum Einsatz. Die Schottinnen schieden nach einer weiteren Niederlage und einem Remis aus. Es folgten noch fünf weitere Einsätze mit der U-19 im Frühjahr 2009, bei denen sie auch Kapitänin der Mannschaft war.
Am 1. März 2010 kam sie beim Zypern-Cup 2010 im dritten Gruppenspiel gegen Neuseeland zu ihrem ersten Einsatz in der A-Nationalmannschaft. Murray wurde in der 83. Minute für Pauline Hamill eingewechselt. Für Hamill wurde sie dann auch vier Monate später gegen Polen zu ihrem zweiten Länderspiel eingewechselt, diesmal bereits in der 78. Minute. Einen Monat später hatte sie beim 4:1 gegen Griechenland ihren ersten Pflichtspieleinsatz im vorletzten Spiel der Qualifikation für die WM 2011. Diesmal wurde sie zur zweiten Halbzeit für Julie Fleeting eingewechselt. Bei ihrem vierten Länderspiel im Februar 2011 gegen Wales stand sie dann erstmals in der Startelf, wurde aber nach 65 Minuten ausgewechselt. Beim Zypern-Cup 2011 kam sie in allen vier Spielen als Einwechselspielerin zum Einsatz. Auch in den nächsten Spielen blieb es bei Einwechslungen, zumeist in den Schlussminuten. Am 5. April 2012 erzielte sie beim 2:1-Sieg gegen Irland 26 Minuten nach ihrer Einwechslung den Siegtreffer und damit ihr erstes A-Länderspieltor. Dies änderte aber zunächst nichts an ihrem Status. Erst am 15. Dezember 2013 kam sie beim Vier-Nationen-Turnier in Brasilien gegen die Gastgeberinnen wieder zu einem Startelfeinsatz, wurde aber nach 65 Minuten beim Stand von 0:3 ausgewechselt (Endstand 1:3). Auch im dritten Gruppenspiel gegen Chile stand sie in der Startelf, erzielte in der 40. Minute das zwischenzeitliche 2:1, wurde aber in der 68. Minute beim Stand von 2:2 ausgewechselt (Endstand 3:4). Im Spiel um Platz 3, das mit 0:1 gegen Kanada verloren wurde, durfte sie dann erstmals 90 Minuten mitspielen.
In der Qualifikation für die WM 2015 kam sie auf fünf Einsätze und 78 Einsatzminuten
In der Qualifikation für die EM 2017 hatte sie nur einen achtminütigen Kurzeinsatz. Die Schottinnen qualifizierten sich erstmals für die Endrunde, für die sie zwar nominiert aber nicht eingesetzt wurde.
In der Qualifikation für die WM 2019 kam sie in drei Spielen zum Einsatz. Die Schottinnen konnten sich erstmals für eine WM-Endrunde qualifizieren. Am 15. Mai wurde sie dann auch für den ersten schottischen WM-Kader der Frauen nominiert. Bei der WM kam sie nur im ersten Spiel, das gegen England mit 1:2 verloren wurde, zum Einsatz.
In der letztlich misslungenen Qualifikation für die EM 2022 kam sie zu drei Einsätzen und erzielte ein Tor. In der Qualifikation für die WM 2023 wurde sie erst bei der 0:8-Rekordniederlage gegen Spanien zur zweiten Halbzeit eingewechselt und dann noch in den beiden letzten Gruppenspielen. Als Gruppenzweite qualifizierten sich die Schottinnen für die Play-offs. Hier gewannen sie zunächst gegen Österreich, verloren dann aber trotz Heimrecht gegen Irland, das sich damit erstmals für die WM-Endrunde qualifizierte. Diese Spiele fanden aber ohne sie statt. Im Februar 2023 hatte sie zwei Einsätze beim Pinatar Cup 2023, dann erst wieder im ersten Spiel der Qualifikation für die EM 2025 gegen Serbien.

## Erfolge
- Englischer Pokal: 2013/14 (mit Arsenal)
- Schottische Meisterin 2011, 2012 und 2013 (mit Glasgow City)
- Schottische Pokalsiegerin: 2011, 2012, 2013 (mit Glasgow City)
- Schottische Ligapokalsiegerin: 2010 (mit Celtic) 2012, 2013 (mit Glasgow City)

## Privatleben
Im Sommer 2023 heiratete sie Meghan Harrison-Murray.